# Proprietær software
 Der er for få eller ingen kildehenvisninger i denne artikel, hvilket er et problem. Du kan hjælpe ved at angive troværdige kilder til de påstande, som fremføres i artiklen.

 Denne artikel bør gennemlæses af en person med fagkendskab for at sikre den faglige korrekthed.

Proprietær software eller lukket software er software der licenseres under eksklusive juridiske retningslinjer af copyrightindehaveren. Licenshaveren får anvist retten til at anvende softwaren under fastlagte betingelser, og nægtes samtidig anden anvendelse såsom modifikation, videredistribution eller reverse engineering.[kilde mangler]
Som modstykke til proprietær software findes der offentligt tilgængelig software (public domain software), som ikke er underlagt copyright-restriktioner, og som kan bruges til ethvert ønskeligt formål. Derudover findes fri software (free software), der licenseres under mere lempelige restriktioner end proprietær software, men mere begrænset (mindre frit) end public domain-software. 
Fortalere for fri og open source-software anvender især betegnelserne "proprietær" eller "ikke-fri" (non-free) til at beskrive software, der ikke er fri eller open source.